# 锐裂箭头唐松草
锐裂箭头唐松草（学名：Thalictrum simplex var. affine）为毛茛科唐松草属下的一个变种。

## 扩展阅读
- 維基物種上的相關：锐裂箭头唐松草